# Big J
Big J (* 1984 in Linz, auch bekannt als J, Brooklinz Finest oder Austriaz Most Blunted, eigentlich: Jakob Kattner) ist ein österreichischer Rapper.

## Leben
1995 besuchte Big J ein Konzert der Gruppe Naughty by Nature, bei dem er zum ersten Mal in Kontakt mit Rap kam. Er schloss sich 1998 mit seinem Freund DJ Stickle zusammen, um Rapmusik zu machen. Es folgten Auftritte, Jams, Studioproduktionen und Kollaborationen mit anderen Künstlern. Im Jahr 2000 schlossen sich Stickle und J mit Chakuza unter dem Namen „Verbale Systematik“ zusammen. Sie spielten 2003 beim Splash!-Festival, erhielten später den Austrian Newcomer Award 2003 (Sparte: Beste Band) und nahmen ihre erste EP Verbales Fadenkreuz in Frankfurt am Main auf.
2004 tauften sich Verbale Systematik um zu Beatlefield. Der Track Du hast es nicht wurde auf der All City Compilation veröffentlicht. Big J stellte später Stickle und Chakuza Bushido vor, worauf diese Staatsfeind Nr. 1 in Linz produzierten, nach Berlin zogen und seither bei Bushidos Label ersguterjunge unter Vertrag stehen. Aus persönlichen und musikalischen Differenzen heraus verließ Big J Ende 2005 Beatlefield. Die Geschichte endete im Streit und im Nachgang erwähnten Chakuza und DJ Stickle die Beteiligung von Big J am ersguterjunge-Deal nicht mehr.
Er veröffentlichte als Solokünstler 2006 ein Mixtape namens AustriazMoztBlunted. Das Mixtape beinhaltet Gastauftritte von Chakuza und Ward21.
2006 gewann er den Austrian Newcomer Award als erster Künstler ein zweites Mal.
Er trat beim Rototom Sunsplash und dem Donauinselfest auf und gab Club-Konzerte als Support für Redman, Fat Joe, Capleton, Sanchez, Cappadonna, ASD, O.C. von D.I.T.C. und Beginner in Deutschland, Tschechien, Italien, Slowenien, Schweiz und den Malediven.
2007 wurde Big J von Game als CEO und erster Artist bei The Black Wall Street Europe unter Vertrag genommen. Big J erhielt dort viele Freiheiten und durfte das Sublabel prinzipiell als eigenes Label führen, ohne Einschränkungen vom Mutterkonzern. Im November 2007 wurde dann das Mixtape Internationally Known veröffentlicht, das viele Tracks von Big J enthielt. Zwischen 2007 und 2008 wohnte er vorübergehend in Zürich, wodurch einige Club-Shows in der Schweiz zustande kamen. Danach ging er wieder zurück nach Österreich, um da sein Debütalbum Brooklinz Finest fertigzustellen.
Während seines einmonatigen Aufenthalts in New York arbeitet Big J 2006 auch an der HipHop-DVD Da Real Hip Hop, welche Interviews, Performances und Sessions von Fat Joe, Heatmakerz, Dilated Peoples, DJ Red Alert, Grandwizzard Theodore, Sean Price, O.C., Jedi Mind Tricks, The Clipse, The Game und anderen enthält.
Als Vorbote zu seinem Album veröffentlichte Big J 2009 eine Download-Single, die mit The Game aufgenommen wurde und den Titel Brooklinz Finest trägt. Im Juli 2009 erschien Big Js erstes Studioalbum Brooklinz Finest bei Sony Music und Hoanzl. Gastauftritte gibt es u. a. von The Game und Elephant Man, produziert haben u. a. Shuko, Paul Blaze und A.N.F. Kurze Zeit später, im August 2009 trennten sich die Wege von Big J und Black Wall Street, da die Plattenfirma eine Umstrukturierung vorbereitete und das europäische Label schloss.
Mitte 2011 veröffentlichte Big J sein zweites Album Audio Kush, das auch Mundart-Lieder enthält. Mit der Single Kraunk landete er in Österreich auf Platz 4 der Radio FM4 Charts.
Im Jahr 2013 veröffentlicht Big J seine kostenlose EP "Gossip", welche Produktionen von Produzenten wie Brenk Sinatra und Fid Mella beinhaltet.
Die Single "Gossip" wurde mit einem One-Shot Video auf diversen Videoplattformen und TV Sendern präsentiert.
2017 erschien das dritte Studioalbum Karma, welches exklusiv vom Linzer Produzenten R.T.T.R. produziert wurde. Für die Songs "Egon Schiele" und "Freakshow" wurden Videos veröffentlicht.
Zwischen 2017 und 2022 erschienen die EP "Belle Epoque" und die Alben "Karma" und "Retro Future".
2023 erschien die Single Squad mit dem dazugehörigen Musikvideo auf YouTube.

## Privatleben
Jakob Kattner studierte an der Universität für künstlerische und industrielle Gestaltung Linz. Nachdem er 2009 den Magister in Kulturwissenschaften und Bildende Kunst machte, promovierte er 2017 zum Thema Urbane Kunst in Lateinamerika an der Akademie der bildenden Künste in Wien. Sein Doktorvater war Thomas Macho.

## Auszeichnungen
- 2003: Austrian Newcomer Award – Beste Band (zusammen mit Chakuza und DJ Stickle)
- 2006: Austrian Newcomer Award – Bester Einzelmusiker

## Diskografie

### Mixtapes und EPs
- 2003: Verbales Fadenkreuz (EP, zusammen mit Chakuza und DJ Stickle)
- 2006: AustriazMoztBlunted (Mixtape)
- 2007: the Outcome – "Euroclikk" (Crew Album mit Johnny Draztic, Nesto...)
- 2007: Internationally Known (Mixtape mit Dj Maaleek, BWSE)
- 2008: R.E.M.A.D.E – Compilation Album (Dj Paul Blaze, BWSE)
- 2013: Gossip – EP
- 2019: Belle Epoque

### Singles
- 2007: Frei sein/High sein
- 2007: Tu Was du Willst (FM4 Soundselection)
- 2008: Back Again (ft. Johnny Draztic, Nesto)
- 2012: Yes we Can
- 2011: Auf und Davon (produziert von Brenk Sinatra)
- 2011: Kraunk (Platz 4 FM4 Charts)
- 2013: Gossip
- 2018: Dope Junge
- 2018: Pavarotti
- 2018: PMA
- 2022: Eiskaltes Herz
- 2023: Squad
- 2023: Fake

### Alben
- 2009:  Brooklinz Finest
- 2011: Audio Kush
- 2016: Karma
- 2021: Retro Future